# 北岡郊司郎
北岡 郊司郎（きたおか こうしろう、1936年11月14日 - 2020年9月21日）は、日本の経営者。大昭和製紙(現在の日本製紙)社長を務めた。

## 来歴・人物
徳島県出身。1961年に一橋大学社会学部を卒業し、同年に大昭和製紙に入社した。1987年6月に取締役に就任し、1991年6月に顧問、1994年6月に常務、1999年6月に専務を経て、2001年3月から2003年3月までに社長を務めた。
2020年9月21日、肺血栓塞栓症のために死去。83歳没。